# مولي ستيرلينغ
مولي ستيرلينغ (مواليد 8 مارس 1998) مغنية وكاتبة أغاني إيرلندية مثل أيرلندا في مسابقة أغنية الأوروبية 2015 مع أغنية "Playing with Numbers".

## روابط خارجية
- مولي ستيرلينغ على موقع ميوزك برينز (الإنجليزية)
- مولي ستيرلينغ على موقع ديسكوغز (الإنجليزية)

- Molly Sterling's Website
- sterlingmolly على تويتر.
- مولي ستيرلينغ  على فيسبوك.
- Last.fm page